# Ремус фон Войрш
Ремус фон Войрш (нім. Martin Wilhelm Remus von Woyrsch; нар. 4 лютого 1847, Пільсніц — пом. 6 серпня 1920, Пільсніц) — німецький воєначальник прусської армії, генерал-фельдмаршал німецької імперської армії (1917). Учасник австро-прусської, французько-прусської та Першої світової війн.

## Біографія
Мартін Вільгельм Ремус фон Войрш народився 4 лютого 1847 року в маєтку Пільсніц (Пільчице, тепер частина Вроцлавської дільниці міста Фабрична) поблизу Бреслау у прусській провінції Сілезія. Він походив із старочеської знаті, спочатку з Південної Чехії, а потім з близько 1500 року в Троппау (Опава) в Моравській Сілезії. 26 вересня 1873 року він одружився з Теклею фон Массов (1854—1943), донькою королівського прусського лісника Германа фон Массова, зі Східної Пруссії в Потсдамі.
Його небіж Удо фон Войрш (1895—1983) був СС-обергрупенфюрером СС, одним з військових керівників СС і поліції.
5 квітня 1866 року, після завершення середньої школи у Бреслау, Войрш поступив на військову службу до 1-го Потсдамського гвардійсько-гренадерського полку. Брав участь в австро-прусській війні, бився у битві під Кеніґгретцем у 1866 році. В ході цієї битви Ремус фон Войрш врятував важкопораненого лейтенанта князя Антона фон Гогенцоллерн-Зігмарінгена на полі битви. Коли він хотів перев'язати розтрощені коліна князя, обидва потрапили в полон до австрійців. Пізніше він воював у франко-прусській війні 1870–71 років. Під час боїв біля Санкт-Приват був поранений і отримав Залізний хрест другого ступеня. Після закінчення війни спочатку полковий, а з квітня 1876 до кінця квітня 1878 року ад'ютант 2-ї гвардійської піхотної бригади. Потім фон Войрша перевели до Великого генерального штабу. 18 жовтня 1879 року призначений у 1-й гвардійський піший полк, отримав звання ротмістра. Тут Войрш наставляв принца Вільгельма, який згодом став німецьким імператором, польовому служінню. У середині квітня 1882 року, не закінчивши Військової академії, був переведений до Генерального штабу.
30 травня 1896 року він отримав під своє командування полк гвардійських стрільців, а 1 вересня 1897 року — призначений командиром 4-ї гвардійської піхотної бригади. 18 листопада 1897 року підвищений у генерал-майори. 17 квітня 1901 року призначений командиром 12-ї дивізії, а через місяць отримав звання генерал-лейтенанта. З 29 травня 1903 року Войрш виконував обов'язки командира VI армійського корпусу. На цій посаді в листопаді 1907 року він був відзначений Почесним хрестом I ступеня ордена дому Гогенцоллернів. Після нагородження орденом Чорного Орла, за який він згодом також отримав ланцюг, 9 лютого 1911 року Войрш пішов на пенсію за вислугою років.

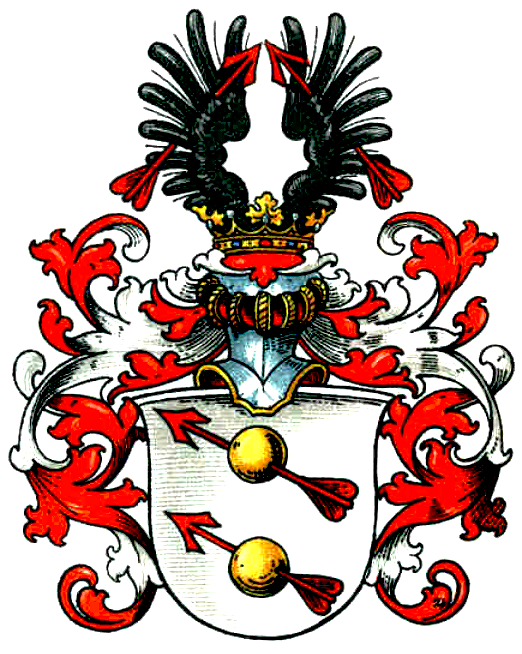
Родовий герб Ремуса фон Войрша

У серпні 1914 року генерал-лейтенант Ремус фон Войрш був викликаний з резерву і очолив Корпус Ландверу, який у швидкому порядку перекинули на Східний фронт для допомоги австро-угорській армії, яка воювала в південній Польщі. Корпус посилив ліве крило австро-угорської армії під командуванням генерала Віктора Данкля. Протягом трьох днів битви проти російської імперської армії Войрш своїм корпусом прикривав відступ австрійців. Петербурзька газета писала, що: «Тільки активність невеликих військ прусського ландверу в цій битві запобігла повному знищенню австрійської армії». Пізніше корпус передали до складу 9-ї армії Пауля фон Гінденбурга. У липні 1915 року Войрш брав участь у проривній битві під Сієнно біля Вонгровіца (Вонгрівця). У 1916 році він брав участь у відбитті російського Брусиловського наступу. У 1917 році пішов у відставку, отримавши звання генерал-фельдмаршала.
У 1920 році Войрш помер у своєму родинному маєтку у замку Пілсніц поблизу Бреслау.